# Latour-de-France
Latour-de-France en francés y oficialmente, Triniac o La Tor de França en occitano y en catalán, es una pequeña localidad y comuna francesa, situada en el departamento de Pirineos Orientales, región de Languedoc-Rosellón e histórica de Fenolleda en la zona de transición histórica tradicional entre habla occitana y catalana .
Sus habitantes reciben el gentilicio de Tourills en francés.

## Geografía

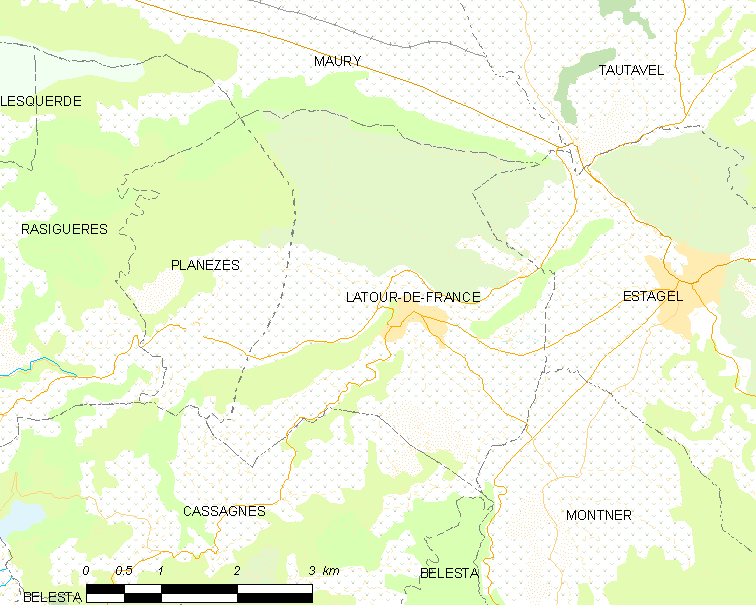
Situación de Latour-de-France

## Demografía
| 1002 | 1047 | 1019 | 1078 | 833 | 885 |
| Para los censos de 1962 a 1999 la población legal corresponde a la población sin duplicidades (Fuente: INSEE [Consultar]) |      |      |      |     |     |